# Metalimnobia renaudi
Metalimnobia renaudi är en tvåvingeart som först beskrevs av Alexander 1955.  Metalimnobia renaudi ingår i släktet Metalimnobia och familjen småharkrankar.
Artens utbredningsområde är Madagaskar. Inga underarter finns listade i Catalogue of Life.